# Marondera
Marondera (anciennement Marandellas), est une ville de la province du Mashonaland Oriental, au Zimbabwe. Elle est située à 67 km au sud-est de Harare. Sa population s'élevait à 52 283 habitants en 2002.

## Histoire
Marondera est né en 1890 comme relais sur la route de Salisbury (aujourd'hui Harare) à Umtali (aujourd'hui Mutare). Elle fut l'un des premiers sites où s'installèrent les Blancs dans l'ancienne colonie de Rhodésie du Sud. Détruite par la résistance du peuple shona en 1896, la ville fut déplacée d'environ 6 km au nord de la ligne de chemin de fer Beira – Harare. Au cours de la seconde guerre des Boers, elle fut utilisée par les Britanniques comme point de départ pour leurs opérations militaires dans le Transvaal. Pendant la Seconde Guerre mondiale, elle accueillit des déplacés polonais. Simple village en 1913, elle est devenue la ville de Marandellas en 1943 avec une population de 19 971 habitants en 1982.

## Économie
Marondera fut l'un des centres de l'industrie du tabac au Zimbabwe jusqu'à la saisie des fermes dont les Blancs étaient propriétaires et la redistribution des terres depuis le début des années 2000.

## Éducation
Marondera, en raison de son altitude jouit d'un climat très agréable tout au long de l'année ; c'est aussi un centre d'études prisé, où sont établies plusieurs écoles privées et publiques depuis de nombreuses années. Cependant, depuis peu (2006), beaucoup de ces écoles connaissent des difficultés en raison des problèmes socio-économiques graves qui secouent le pays entier. Parmi les écoles primaires, citons Godfrey Huggins, Springvale, Digglefold et Ruzawi School. Pour les lycées et collèges, Marondera High, Peterhouse et Nagel House

## Personnalités liées à la ville
- David Denton (1990-), joueur international écossais de rugby à XV, y est né ;
- Sebastian Negri (1994-), joueur international italien de rugby à XV, y est né ;
- Kathleen Quigly (1888-1981), vitrailliste, illustratrice et peintre irlandaise, y est morte.